# Tjugofyraprickig nyckelpiga
Tjugofyraprickig nyckelpiga (Subcoccinella vigintiquatuorpunctata) är en skalbagge som tillhör familjen nyckelpigor. Olikt de flesta andra nyckelpigor livnär den sig inte på bladlöss. Dess föda är istället blad av olika växter, däribland från klöversläktet.

## Kännetecken
Den fullbildade skalbaggen har en halvklotformig kropp och är 3-4 millimeter lång. Täckvingarna är orangeröda med svarta prickar. Antalet prickar kan variera, men det finns högst tjugofyra prickar på täckvingarna, tolv på varje täckvinge. Hos en del individer kan prickarna gå ihop, särskilt över mitten av täckvingarna. Larven är 4-5 millimeter lång och gråvit. På ryggen har larven tätt med greniga utskott.

## Utbredning
Tjugofyraprickig nyckelpiga förekommer naturligt i palearktiska regionen. Den har  introducerats till Nordamerika.

## Levnadssätt
Nyckelpigor hör till de insekter som genomgår fullständig förvandling, det vill säga ägget kläcks till en larv som förpuppar sig och omvandlas till imago. Övervintringen sker som fullbildad insekt och honorna lägger på våren ägg på värdväxterna. Arten kan livnära sig på ett flertal olika växter, bland annat nejlikeväxter från exempelvis såpnejliksläktet och glimsläktet, och på ärtväxter från klöversläktet. Dess habitat är ängar och andra liknande öppna områden med gräs och örter.

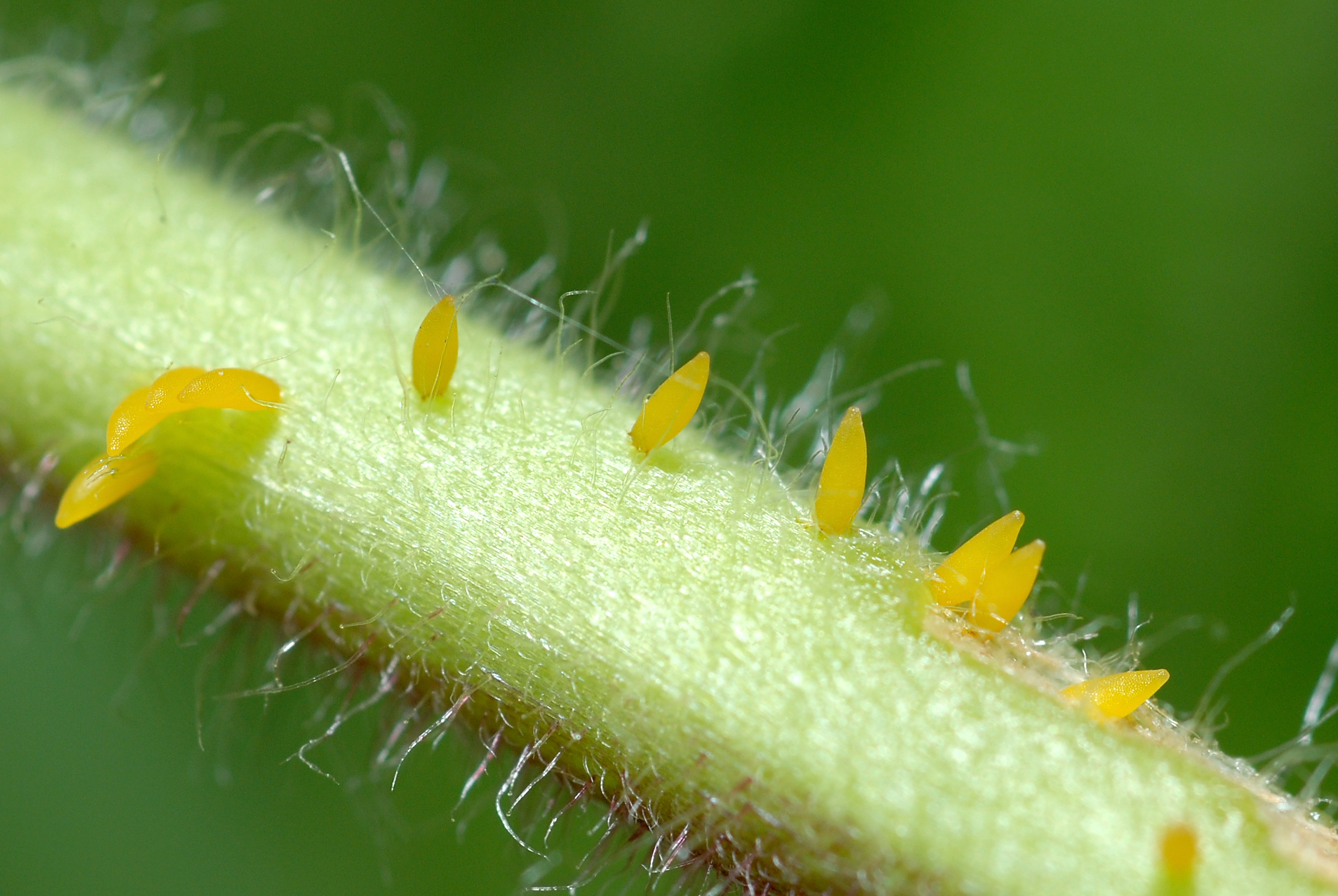
Ägg.
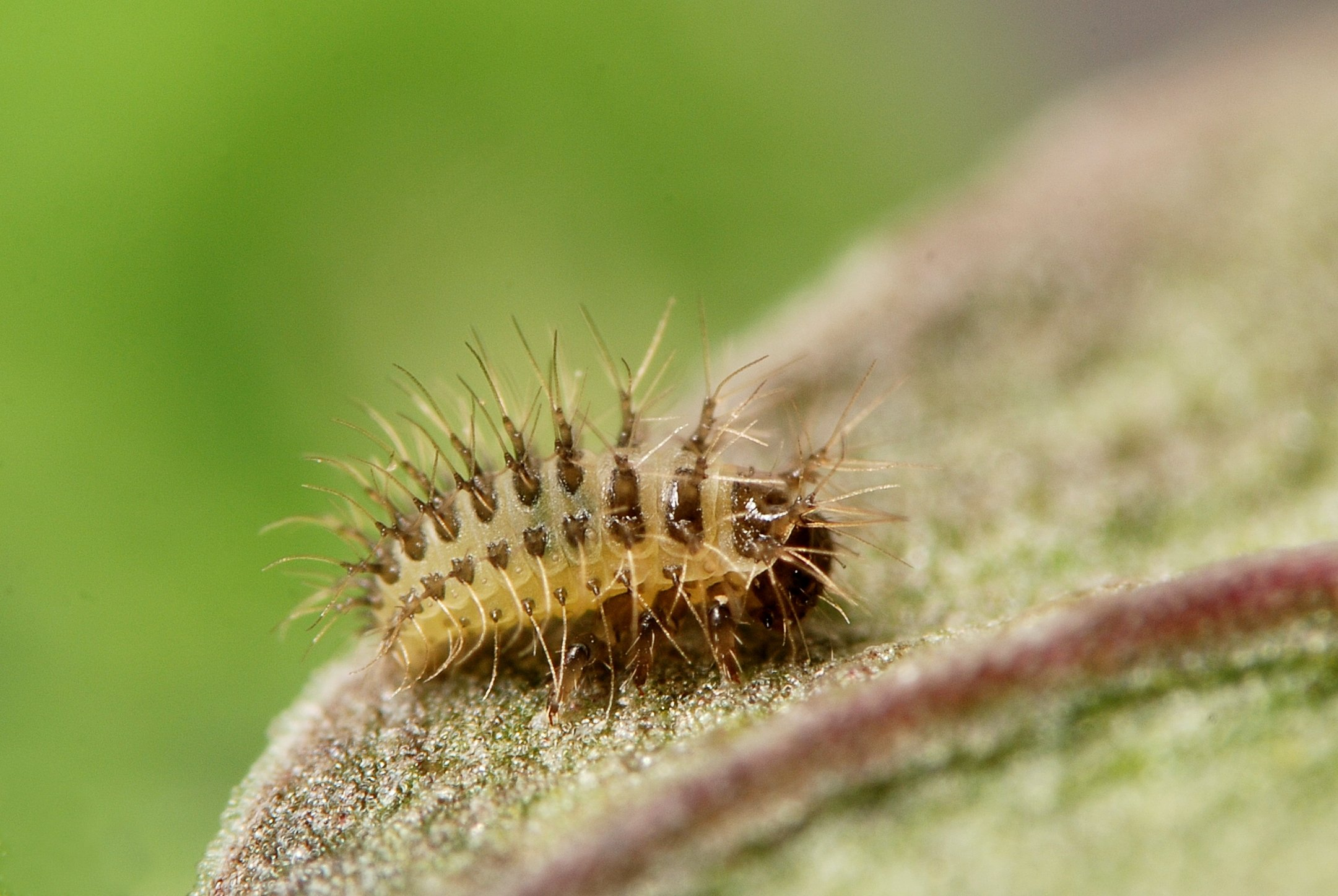
Larv.
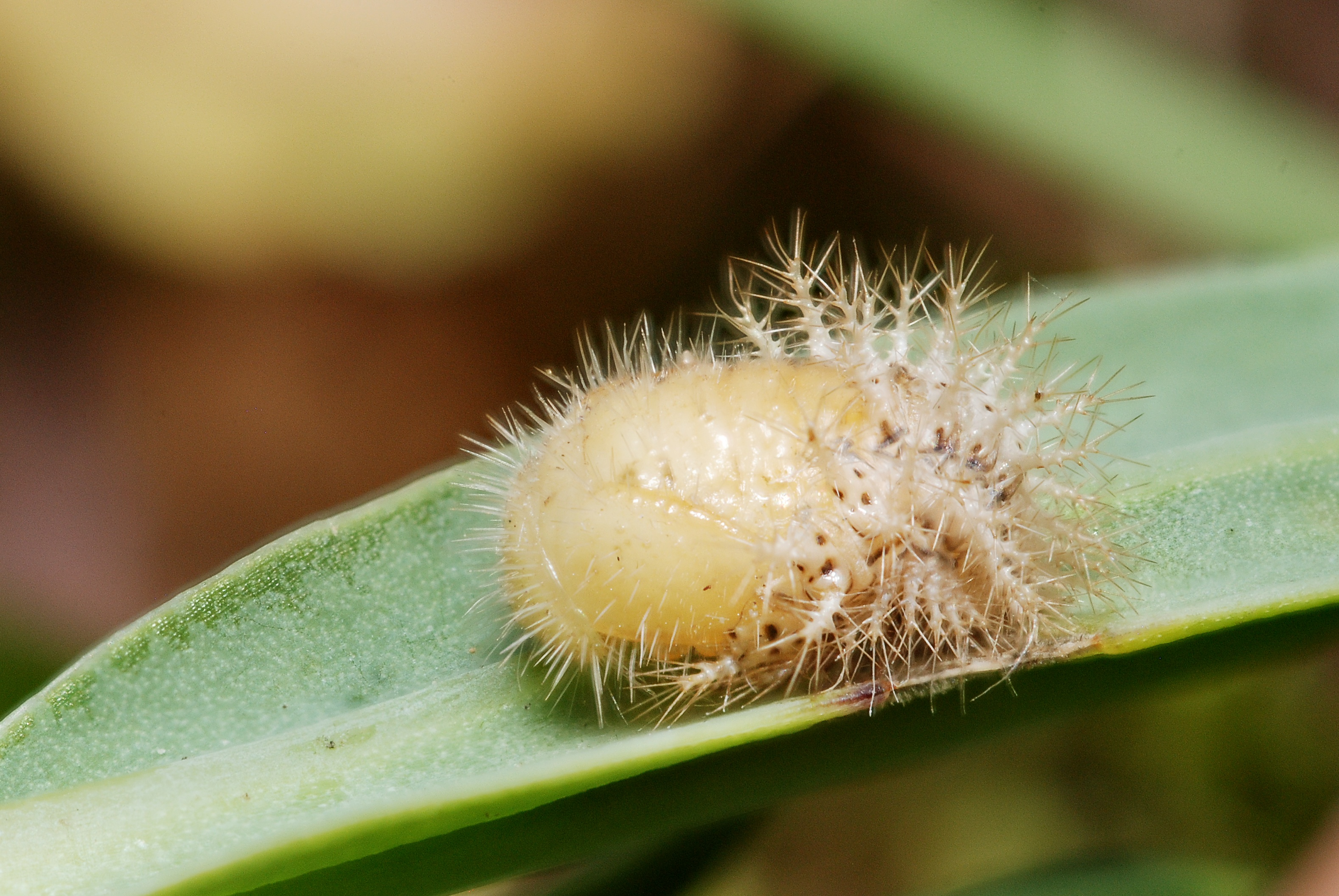
Puppa.